# Шахтьор
Шахтьо́р (рос. Шахтёр) — селище у складі Яшкинського округу Кемеровської області, Росія.

## Населення
Населення — 588 осіб (2010; 684 у 2002).
Національний склад (станом на 2002 рік):
- росіяни — 99 %